# Aesthetics of Hate
«Aesthetics of Hate» es una canción de la banda de groove metal Machine Head, incluida en su álbum The Blackening (2007). Escrita por el guitarrista y vocalista Robert Flynn, la canción es una respuesta a un artículo de William Grim, en el que calificaba a Dimebag Darrell como «un guitarrista sin talento e ignorante», entre otros adjetivos. Este tema fue nominado al premio Grammy en la categoría de mejor interpretación de metal.

## Antecedentes
«Aesthetics of Hate» la escribió el vocalista y guitarrista de Machine Head Robert Flynn como una represalia hacia un artículo de William Grim, de la web Iconoclast. El artículo alababa al asesino del guitarrista Dimebag Darrell cuando éste realizaba una actuación con Damageplan el 8 de diciembre de 2004. En el artículo, titulado «Aesthetics of Hate: R.I.P. Dimebag Abbott, & Good Riddance», Grim escribió que Darrell fue «parte de una generación que había confundido los esputos con el arte» y lo describió como «un ignorante, bárbaro y sin talento, que parecía más simio que humano».
Tras leer el artículo, Flynn se enfureció y compuso «Aesthetics of Hate» como una respuesta hacia Grim y los detractores de Dimebag. El vocalista escribió un mensaje en el foro de la banda donde expresó su odio hacia Grim y su aprecio por Darrell:

¿Qué sabes TÚ del amor y los valores? ¿Qué has dado TÚ al mundo? Todo lo que sabes es enseñar prejuicios y tu corazón es tan negro como los «ignorantes, sucios y feos» aficionados al metal que tratas de reflejar en tus ficticias divagaciones. Es por gente como tú que hay Nathan Gales en el mundo y no músicos como Dimebag que trabajen para unir a la gente a través de la música.

## Grabación
En febrero de 2005 Machine Head compuso la primera versión de la canción. En noviembre grabaron un demo de trece temas, incluyendo «Aesthetics of Hate», aunque Flynn la describía como «una mala versión de “Angel of Death”». La banda entró en los estudios Sharkbite, en Oakland, California, el 21 de agosto de 2006 para comenzar la grabación. La producción la realizó Flynn con la asistencia de Mark Keaton, mientras que Colin Richardson hizo la mezcla.

## Recepción crítica
«Aesthetics of Hate» recibió reseñas positivas por parte de los críticos musicales. Don Kaye de Blabbermouth la describió como «literalmente impresionante» y dijo que «canaliza la emoción de un volcán ardiente con la velocidad pura y furiosa de las guitarras de Flynn y Demmel». En su crítica para la revista francesa Hard 'N Heavy, el guitarrista de Anthrax Scott Ian dijo que «los riffs de Flynn y Demmel demuestran su gran trabajo como guitarristas».

## Créditos
| - Adam Duce - bajo y coros - Robb Flynn - voz y guitarra - Dave McClain - batería - Phil Demmel - guitarra | - Robb Flynn - producción - Colin Richardson - mezcla - Mark Keaton - ingeniero |